# Club Balonmano Ciudad Real
El Club Balonmano Ciudad Real (1992-2011) fue un club de balonmano con sede en la ciudad de Ciudad Real, capital de la provincia de Ciudad Real, en España. En el momento de su traslado a Madrid el primer equipo de la entidad competía en la Liga ASOBAL de balonmano, ejerciendo de local en el Quijote Arena, con una capacidad de 5.863 espectadores.
Tenía su origen en 1981, cuando el Colegio Marianista Nuestra Señora del Prado de Ciudad Real buscaba ayudas para practicar el balonmano.
En el momento de su desaparición el presidente de la entidad era el constructor Domingo Díaz de Mera Lozano.
El Club Balonmano Ciudad Real era el tercer club español con más títulos nacionales e internacionales, con un total de 27 títulos, de ellos 10 son internacionales: 3 EHF Champions League, 3 Supercopas de Europa, 2 Recopas y 2 Super Globe y 17 nacionales: 6 Copas ASOBAL, 5 Ligas ASOBAL, 3 Copas del Rey, 3 Supercopas de España.
Fue el segundo club español en proclamarse campeón del mundo de clubes, al ganar en 2007 la Super Globe, y el quinto en jugar una final de la Copa de Europa (hoy denominada "Champions League"), final que disputó ante el F. C. Barcelona-Cifec en 2005.
El Club Balonmano Ciudad Real, el BM Cantabria, el BM Atlético Madrid y el F. C. Barcelona son los únicos equipos de España que han sido campeones del mundo de clubes.
A su vez, el Ciudad Real es uno de los pocos equipos europeos que han jugado una final en las 3 principales competiciones: en la City Cup (1999), en la Recopa de Europa (2002 y 2003) y en la EHF Champions League (2005, 2006, 2008, 2009 y 2011).
Actualmente el Club Balonmano Ciudad Real se ubica en la cuarta posición de la clasificación histórica de la Liga ASOBAL. El equipo se trasladó a Madrid en 2011 para convertirse en Club Balonmano Atlético de Madrid, desapareciendo posteriormente.

## Historia
El BM Ciudad Real fue el sucesor de la ADC Caserío Vigón, fundado en 1981, que comenzó su andadura en la 2.ª División de Balonmano (regional) con jugadores fundamentalmente salidos del Colegio Marianista Nuestra Señora del Prado de Ciudad Real.
- 1989-92

Tras una serie de ascensos consecutivos, el Caserío Vigón está en varias ocasiones a punto de subir a División de Honor. Por fin, lo consigue en la temporada 1991-92 al proclamarse campeón de la fase de ascenso disputada en Ciudad Real.
- 1992-93

La primera temporada en la División de Honor es muy mala, con varios problemas fundamentalmente derivados de la falta de recursos económicos. El equipo queda último y desciende de categoría. Al término de la temporada desaparece el Caserío Vigón y se crea un nuevo club, la Agrupación Deportiva Cultural de Ciudad Real, con Felipe Caballero como presidente, aunque era Domingo Díaz de Mera el presidente en la sombra, que compra una de las plazas vacantes en la Liga Asobal.
- 1993-95

Se consigue mantener la categoría y se participa en la edición de la Copa de SM el Rey que se disputó en Ciudad Real y su provincia.
- 1995-96

En 1996 se disputa el Campeonato de Europa de Balonmano de Selecciones Nacionales en Ciudad Real, el cual resulta en un éxito tanto de organización como de asistencia de público. Este evento supone un incremento de la popularidad del balonmano en la ciudad, lo que se traduce en un aumento del número de aficionados del BM Ciudad Real.
- 1996-97

Se incorporan al club hasta 7 jugadores de las categorías inferiores y otros jugadores importantes como son Mikel Rekondo, Miladin Ostojic y Samuel Trives.
- 1997-98

Económicamente en esta temporada se cuenta con el patrocinio de Quesos García Baquero, lo cual hace afianzarse al equipo en el tema económico.
En lo deportivo, el equipo consigue terminar en una meritoria sexta posición, con la cual obtiene plaza para competir en la City Cup la siguiente temporada.
- 1998-99

El equipo consigue terminar en 4.ª posición en la Liga ASOBAL y participa, por primera vez en su historia, en una competición europea, la City Cup, quedando subcampeones al caer contra el SG Flensburg-Handewitt alemán.
- 2000-01

En esta temporada cabe destacar la incorporación de uno de los mejores pivotes del balonmano mundial del momento, Rolando Uríos. También se consiguió plaza para la Recopa de Europa.
- 2001-02

El equipo, ayudado económicamente por diversas instituciones públicas y empresas privadas de la ciudad, consigue formar un sólido equipo con algunas estrellas como Talant Dujshebaev, Sergei Pogorelov, Henning Wiechers, Christian Hjermind, Santiago Urdiales, Julio Muñoz e Iker Romero. Este año se consigue la Recopa de Europa, en una final marcada por la polémica. Es el primer título europeo que consigue un equipo en deporte asociación manchego.
- 2002-03

El equipo queda por primera vez subcampeón de la Liga ASOBAL. Además logra su primera Copa del Rey y vuelve a conseguir la victoria en la Recopa de Europa.
- 2003-04

El equipo inaugura su nuevo pabellón, el Quijote Arena, el 28 de diciembre de 2003 dejando el viejo pabellón Puerta de Santa María. A pesar de un mal comienzo de temporada, en el cual perdieron varios títulos, como las Supercopas de España y Europa, el equipo consigue alzarse con la Liga ASOBAL y la Copa ASOBAL, siendo también subcampeones de la Copa del Rey.
- 2004-05

La temporada comenzó con la conquista de la Supercopa de España de Balonmano, edición que se celebró en Lérida, ante el F. C. Barcelona. Quedó en segundo lugar en la Liga ASOBAL, en una temporada en la que perdió en su casa contra el F. C. Barcelona y empató con el Ademar de León. En la Copa de Europa, consiguen llegar a la final, pero pierden esta frente al F. C. Barcelona. Después de haber conseguido ganar en la ida, perdieron en tierras catalanas en el partido de vuelta, lo que dio el título a los catalanes.
- 2005-06

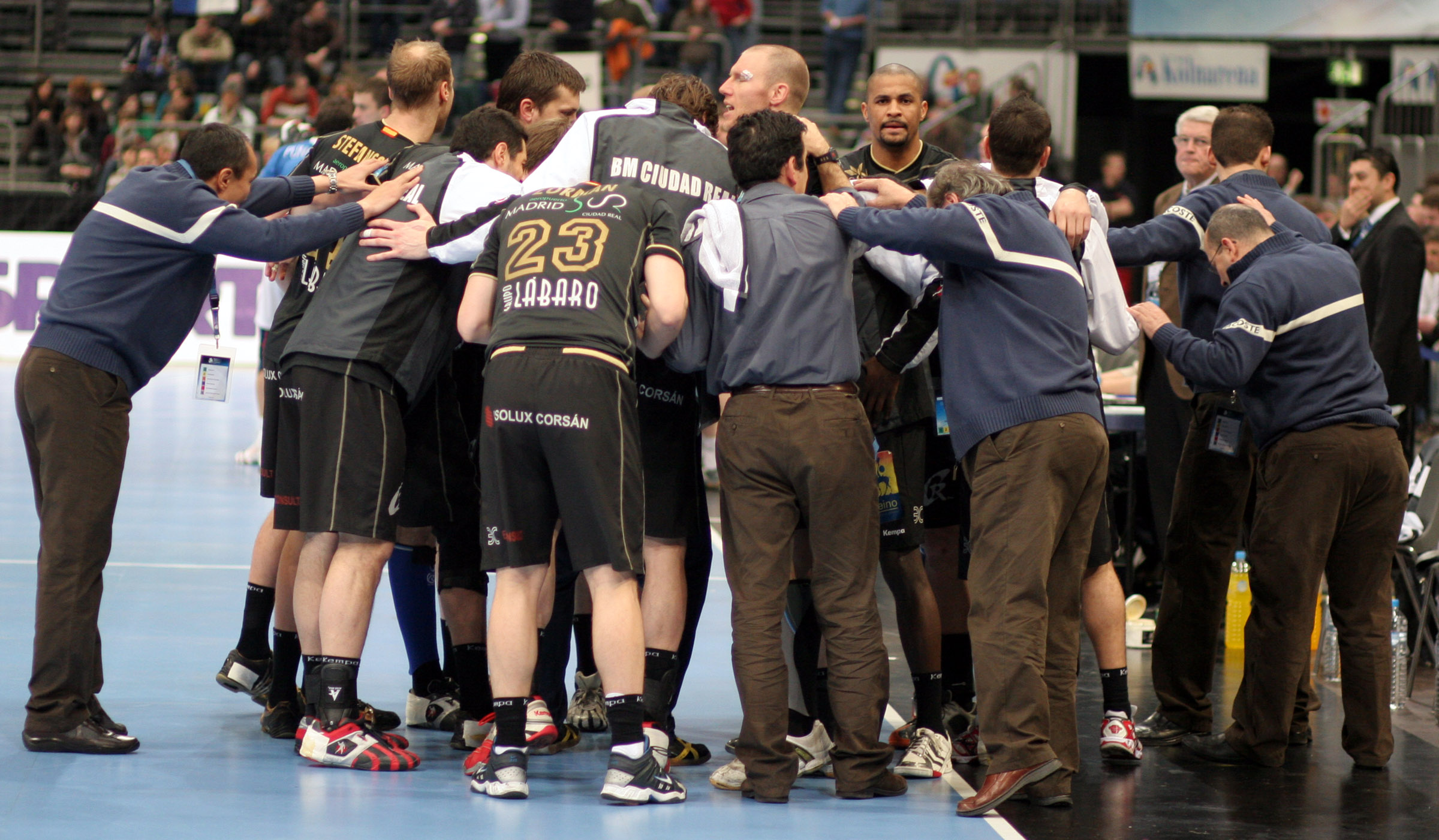
Los jugadores y el entrenador, Talant Dujshebaev, durante un tiempo muerto del partido.

Juan de Dios Román, hasta entonces entrenador del BM Ciudad Real, dejaría el puesto de entrenador, para pasar a la directiva. Este puesto fue ocupado por Talant Dujshebaev.
A pesar de un irregular comienzo en la Liga, llega al mes de mayo con posibilidades en la competición nacional y con el título de Copa Asobal bajo el brazo. En cuanto a competiciones europeas, el Ciudad Real se entronizó el 30 de abril de 2006 ganando la final al Portland San Antonio. Este es el primer máximo galardón europeo que consigue el equipo de la capital manchega.
- 2006-07

La temporada comienza bien para el Balonmano Ciudad Real ganando hasta la 10.ª jornada todos sus partidos, hasta que fue derrotado por el Portland San Antonio.En la cuarta jornada de liga, que le enfrentó al BM Valladolid, se lesiona gravemente Uros Zorman, teniendo que perder este toda la temporada. El final de este partido está marcado por la polémica, ya que Rolando Uríos se encontraba en la mitad de campo vallisoletana antes de efectuar el saque de centro. Debido a la lesión de Uros Zorman y, ante la imposibilidad de fichar un central de garantías, se decide la vuelta a las canchas de Talant Dujshebaev, que se conserva en gran estado de forma. Revalida su título de la Supercopa de Europa de Balonmano al vencer en la ciudad alemana de Colonia al anfitrión, el VfL Gummersbach por 36-31. También revalidó su título de la Copa ASOBAL al vencer por 29-27 al Portland San Antonio, ganándolo así por cuarta vez consecutiva, lo cual ningún otro equipo ha logrado. En la máxima competición europea, es eliminado por el Portland San Antonio en cuartos de final, ronda en la cual no fueron suficientes los cinco goles de renta conseguidos en el partido de ida. En el partido de vuelta en Pamplona, el Balonmano Ciudad Real cayó por ocho goles. Finalmente, se adjudicó la Liga ASOBAL en la penúltima jornada, al ganar en Antequera y caer derrotado el Portland San Antonio en León, consiguiendo así su 2.ª Liga.
- 2007-08

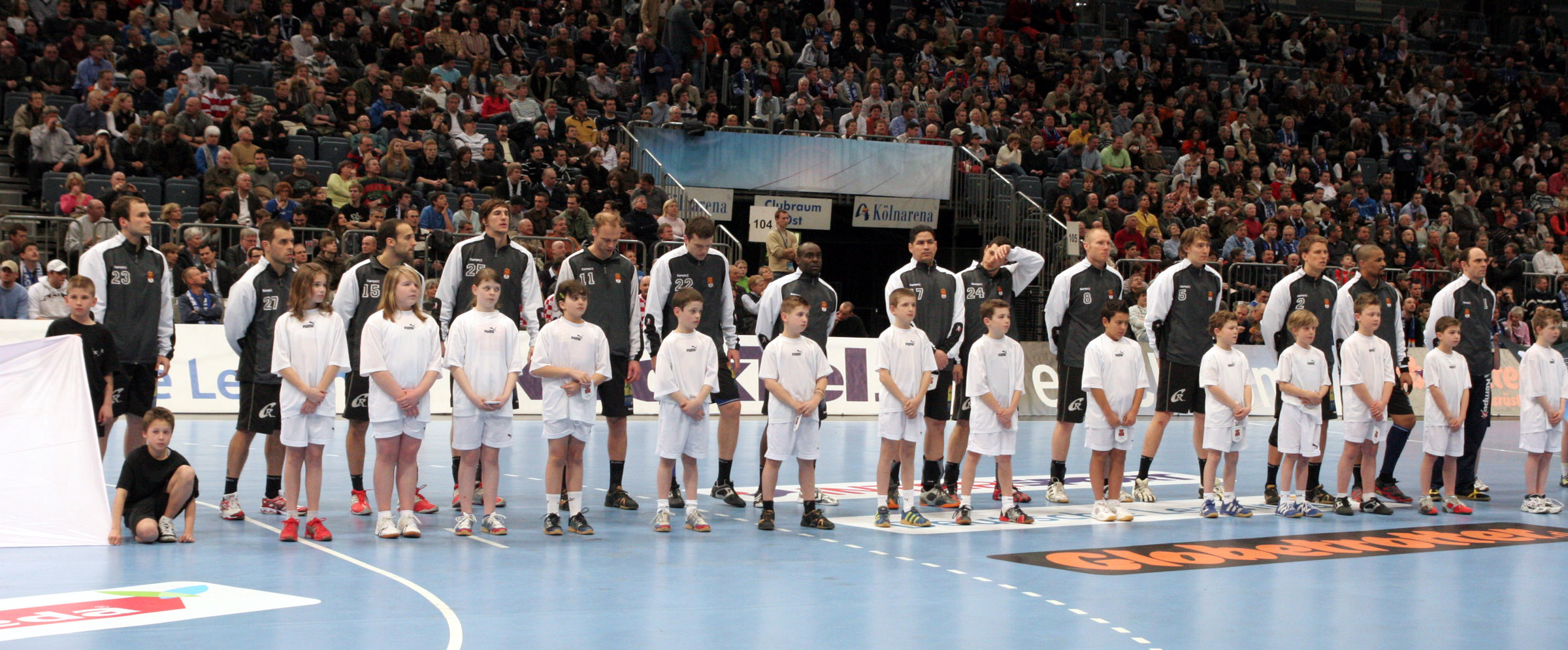
Plantilla del CB Ciudad Real en la previa de un partido de la Copa de Europa en febrero de 2008.

La temporada comienza con el triunfo en la Supercopa de España al vencer en la final disputada en Salamanca al F. C. Barcelona por 32-30. El día 23 de diciembre, ganan al Ademar León por 25-23 ganando así su 5.º Copa ASOBAL de forma consecutiva. El 11 de mayo de 2008 gana la Copa de Europa al derrotar al Kiel alemán en su campo por 25-31. En la ida había perdido el Ciudad Real por 27-29. Completa la temporada de forma arrolladora ganando también la Liga ASOBAL y la Copa del Rey, ganando en la final disputada en Zaragoza al F. C. Barcelona por 31-30. Consigue así un hecho histórico, el de ganar las 5 competiciones a las que optaba.
- 2008-09

La temporada comienza con una derrota en la Supercopa de España al caer en la final disputada en Albacete contra el F. C. Barcelona por 26-25. Poco después se resarce al conquistar su 3.ª Supercopa de Europa al vencer en Veszprém al equipo local del MKB Veszprém por 32-28. Posteriormente perdió en las semifinales de la Copa ASOBAL contra el F. C. Barcelona, rompiendo una racha de 5 títulos consecutivos en esa competición. También perdió contra el equipo barcelonés la final de la Copa del Rey. Sin embargo, se proclamó por 4.ª vez campeón de la Liga ASOBAL, siendo la tercera consecutiva. El 31 de mayo se proclamó por 3.ª vez campeón de la Copa de Europa tras remontar una eliminatoria increíble frente al THW Kiel alemán, en un épico partido de vuelta en el Quijote Arena, en el que remontó los cinco goles de renta que traía THW Kiel (39 -34), para imponerse en los últimos minutos por 33-27.
- 2009-10

La temporada no comienza muy bien para los manchegos, viéndose derrotados en la Supercopa de España en la final disputada en Guadalajara contra el F. C. Barcelona por 33-26. El segundo título que se disputaría sería la Supercopa de Europa, la cual no se disputa esta temporada al decidir la EHF de forma sorprendente que no se disputara, con lo que no pudo revalidar el título. 
Posteriormente perdió la final de la Copa ASOBAL frente al F. C. Barcelona en la localidad andaluza de Córdoba, tras precisar el conjunto catalán de dos prórrogas para doblegar al BM Ciudad Real. En las semifinales de dicha competición se enfrentó al BM Valladolid superándolo por 5 goles de ventaja. 
En junio, se alzó con la Liga ASOBAL de manera invicta, tras ganar los 30 partidos. El BM Ciudad Real ganó el Campeonato Mundial de Clubes de Balonmano o Super Globe tras ganar en la final al Al Sadd catarí por 30-25, logrando así su segundo título en esta competición. Se clasificó para la I Final Four de la Copa de Europa celebrada en Colonia, tras remontar al Hamburgo. Se enfrentó en la segunda semifinal al THW Kiel alemán, perdiendo por un resultado de 27-29. Acabó el torneo en 3.ª posición ganando al Chehovski Medvedi por 38-26.
- 2010-11

La temporada comenzó con el primer título, tras conquistar la Supercopa de España en la final disputada en Córdoba contra el F. C. Barcelona por 29-28. 
El segundo título es la Copa Asobal, conseguida en Vigo, disputada contra el Barça Borges por 31-34. Es la 6.ª Copa Asobal en el palmarés del club. Además en el mercado de invierno, el club ficha al ucraniano Olexandr Shevelev, venido del Zarja Kaspija Astrachan sustituyendo al ruso Egor Evdokimov. El tercer título en discordia, es, la Copa del Rey en su XXXVI edición, donde el Ciudad Real logró quitarse la espinilla causada por el Subcampeonato en la Copa del Rey de Balonmano de 2006 ante el BM Valladolid al ganarle por 22-31. En la Liga ASOBAL el Ciudad Real terminó subcampeón, por detrás del FC Barcelona Borges. En la Champions League el Ciudad Real llegó a la Final4, primero ganó al HSV Hamburg en las semifinales 28-23 y al día siguiente jugó la final contra el Barça y cayó por 27-24. En 2011 se funda el Club Balonmano Caserío Ciudad Real que compite en Primera Nacional Masculina
- 2011-12

(julio de 2011) El presidente Domingo Díaz de Mera decide hacer desaparecer el club debido a la falta de apoyos institucionales como de patrocinio. Llega a un acuerdo con el Atlético de Madrid SAD para que patrocine a la nueva sociedad, BM. Neptuno de Madrid. Con el nuevo club se ha conseguido superar en varias ocasiones la cifra de 10 000 espectadores, así como varios éxitos deportivos. En el 2012 se fundó también el Club Balonmano Alarcos Ciudad Real, y que actualmente compite en la División de Honor Plata.

## Palmarés

### Torneos internacionales
| Competición                        | Títulos                    | Subcampeonatos    |
| ---------------------------------- | -------------------------- | ----------------- |
| Campeonato Mundial de Clubes (2/1) | 2006-07, 2009-10.          | 2010-11.          |
| Liga de Campeones (3/2)            | 2005-06, 2007-08, 2008-09. | 2004-05, 2010-11. |
| Recopa de Europa (2/0)             | 2001-02, 2002-03           |                   |
| Supercopa de Europa (3/0)          | 2005-06, 2006-07, 2008-09. |                   |
| City Cup (0/1)                     |                            | 1998-99.          |

### Torneos nacionales
| Competición               | Títulos                                               | Subcampeonatos                      |
| ------------------------- | ----------------------------------------------------- | ----------------------------------- |
| Liga Asobal (5/4)         | 2003-04, 2006-07, 2007-08, 2008-09, 2009-10.          | 2002-03, 2004-05, 2005-06, 2010-11. |
| Copa del Rey (3/4)        | 2002-03, 2007-08, 2010-11.                            | 2000-01, 2003-04, 2005-06, 2008-09. |
| Copa Asobal (6/1)         | 2003-04, 2004-05, 2005-06, 2006-07, 2007-08, 2010-11. | 2009-10.                            |
| Supercopa de España (3/3) | 2004-05, 2007-08, 2010-11.                            | 2003-04, 2008-09, 2009-10.          |

### Torneos regionales
| Competición                             | Títulos                                                                          | Subcampeonatos |
| --------------------------------------- | -------------------------------------------------------------------------------- | -------------- |
| Trofeo de la Junta de Comunidades (9/0) | 1997-98, 1998-99, 2003-04, 2004-05, 2005-06, 2006-07, 2007-08, 2008-09, 2009-10. |                |

## Trayectoria desde el ascenso a ASOBAL
| Temporada | clas. ASOBAL | Supercopa de España | Copa ASOBAL   | Copa del Rey  | Super Globe | Trayectoria Europea  | Supercopa de Europa |
| 1992/1993 | 16.º*        | -                   | -             | -             | -           | -                    | -                   |
| 1993/1994 | 10.º         | -                   | -             | -             | -           | -                    | -                   |
| 1994/1995 | 9.º          | -                   | -             | 1/4 de final  | -           | -                    | -                   |
| 1995/1996 | 12.º         | -                   | -             | -             | -           | -                    | -                   |
| 1996/1997 | 8.º          | -                   | -             | 1/4 de final  | -           | -                    | -                   |
| 1997/1998 | 6.º          | -                   | -             | 1/4 de final  | -           | -                    | -                   |
| 1998/1999 | 4.º          | -                   | -             | 1/4 de final  | -           | City Cup: Subcampeón | -                   |
| 1999/2000 | 7.º          | -                   | -             | 1/4 de final  | -           | EHF: 1/4 de final    | -                   |
| 2000/2001 | 5.º          | -                   | Semifinalista | Subcampeón    | -           | -                    | -                   |
| 2001/2002 | 4.º          | -                   | Semifinalista | Subcampeón    | -           | Recopa: Campeón      | -                   |
| 2002/2003 | Subcampeón   | -                   | Semifinalista | Campeón       | -           | Recopa: Campeón      | 3.º                 |
| 2003/2004 | Campeón      | Subcampeón          | Campeón       | Subcampeón    | -           | CE: Semifinalista    | 3.º                 |
| 2004/2005 | Subcampeón   | Campeón             | Campeón       | Semifinalista | -           | CE: Subcampeón       | 3.º                 |
| 2005/2006 | Subcampeón   | -                   | Campeón       | Subcampeón    | -           | CE: Campeón          | Campeón             |
| 2006/2007 | Campeón      | -                   | Campeón       | Subcampeón    | Campeón     | CE: 1/4 de final     | Campeón             |
| 2007/2008 | Campeón      | Campeón             | Campeón       | Campeón       | -           | CE: Campeón          | -                   |
| 2008/2009 | Campeón      | Subcampeón          | Semifinalista | Subcampeón    | -           | CE: Campeón          | Campeón             |
| 2009/2010 | Campeón      | Subcampeón          | Subcampeón    | Semifinalista | Campeón     | CE: 3.º              | No se celebró       |
| 2010/2011 | Subcampeón   | Campeón             | Campeón       | Campeón       | Subcampeón  | CE: 3.º              | No se celebró       |

16.º*: el equipo desciende pero compra los derechos de otro club de ASOBAL.
CE*: Copa de Europa.

## Jugadores históricos
- Años 1990: Mikel Rekondo, Miladin Ostojic, Jorge Fernández, Jordi Núñez, Sergej Bebeshko, José Ignacio Lubián, Ángel Hermida, Claudio Gómez, Paco Vidal, Samuel Trives, César Manrique, Javier Valenzuela.
- Años 2000: Iker Romero, Santiago Urdiales, Sergei Pogorelov, Talant Dujshebaev, Samuel Trives, Arpad Šterbik, Mariano Ortega, Mirza Dzomba, José Javier Hombrados, Rolando Uríos, Alberto Entrerríos, Ólafur Stefánsson, Didier Dinart, David Davis, Siarhei Rutenka, Jonas Kallman, Ales Pajovic, Chema Rodríguez, Luc Abaló,  Kiril Lazarov,  Viran Morros Joan Cañellas

## Entrenadores históricos
- Años 1990: Rafael López León.
- Años 2000: Juan de Dios Román, Veselin Vujović, Talant Dujshebaev, Raúl González

## Uniformes
Los uniformes del Club Balonmano Ciudad Real han cambiado mucho a lo largo de su corta historia. En sus comienzos en el Colegio Marianistas el color de la camiseta era el rojo así como el pantalón. A mediados de los ochenta, la camiseta cambia a un color amarillo por el patrocinio de Caserío Vigón y el pantalón sería blanco. En 1993 con la creación de la Asociación Deportiva Cultural BM Ciudad Real el color cambia otra vez al rojo de los comienzos, esta camiseta se llevaría puesta en la mítica final de la City Cup de 1999. A principios de siglo, el color de la camiseta será el blanco acompañado por el granate. Y finalmente se verá en la temporada 2010-11 el color negro entre el blanco.
| Comienzos | 1991-92 | 1998-99 | 2005-06 | 2006-07 | 2007-08 |  |

| 2008-09 | 2009-10 | 2010-11 |

## Récords
- Primer equipo en conseguir pleno de victorias en la Liga ASOBAL

- Liga ASOBAL 2009-10. 60 puntos logrados.

- Mayor número de goles metidos en un partido

- Competición Nacional: Liga ASOBAL 2007-08 15/12/07 15.ª Jornada 47 goles.
- Competición Europea: Copa EHF (99-00) 50 goles al Mamuli Tiblisi.

- Menor número de goles encajados

- Competición Nacional: Liga ASOBAL 2003-04 14 con el CD Bidasoa.
- Competición Europea: Copa EHF (99-00) 11 goles con el Mamuli Tiblisi.

- Mayor diferencia de goles

- Competición Nacional: Liga ASOBAL 2004-05 19 goles al BM Altea.
- Competición Europea: Copa EHF (99-00) 39 goles al Mamuli Tiblisi.

- Máximo goleador en un partido

- Hussein Zaky 14 goles, BM Ciudad Real-BM Valladolid (34-24) Supercopa de Europa

- Supera los 1000 goles en la Liga ASOBAL

- Liga ASOBAL 2008-09. El gol 1000 lo marcó Chema Rodríguez en el último partido contra el Reale Ademar León y el 1010 lo marcó Viran Morros.